# Proterato stalagmia
Proterato stalagmia is een slakkensoort uit de familie van de Eratoidae. De wetenschappelijke naam van de soort is voor het eerst geldig gepubliceerd in 1975 door Cate.